# Miloš Vučić
Miloš Vučić (in serbo Милош Вучић?; 26 agosto 1995) è un ex calciatore montenegrino, di ruolo centrocampista.

## Carriera

### Club
In carriera ha giocato 9 partite di qualificazione alle coppe europee, di cui 2 per la Champions League e 7 per l'Europa League.

### Nazionale
Ha giocato nella nazionale montenegrina Under-21.